# Grande naïade
Geometra papilionaria
Espèce
La Grande naïade ou Papillonaire (Geometra papilionaria) est une espèce de lépidoptères (papillons) de la famille des Geometridae.
- Répartition : Europe (presque partout en France), Caucase, Sibérie, Japon.
- Description : envergure de l'imago : 50 à 65 mm.
- Période de vol : de mai à août en une génération.
- Chenille : verte puis brune, aspect d'un rameau.
- Plantes-hôtes : Bouleau, Aulne, Noisetier, Saule et autres feuillus.
- Hivernation : sous forme de chenille semi-mature sur l'un de ses arbres-hôtes.

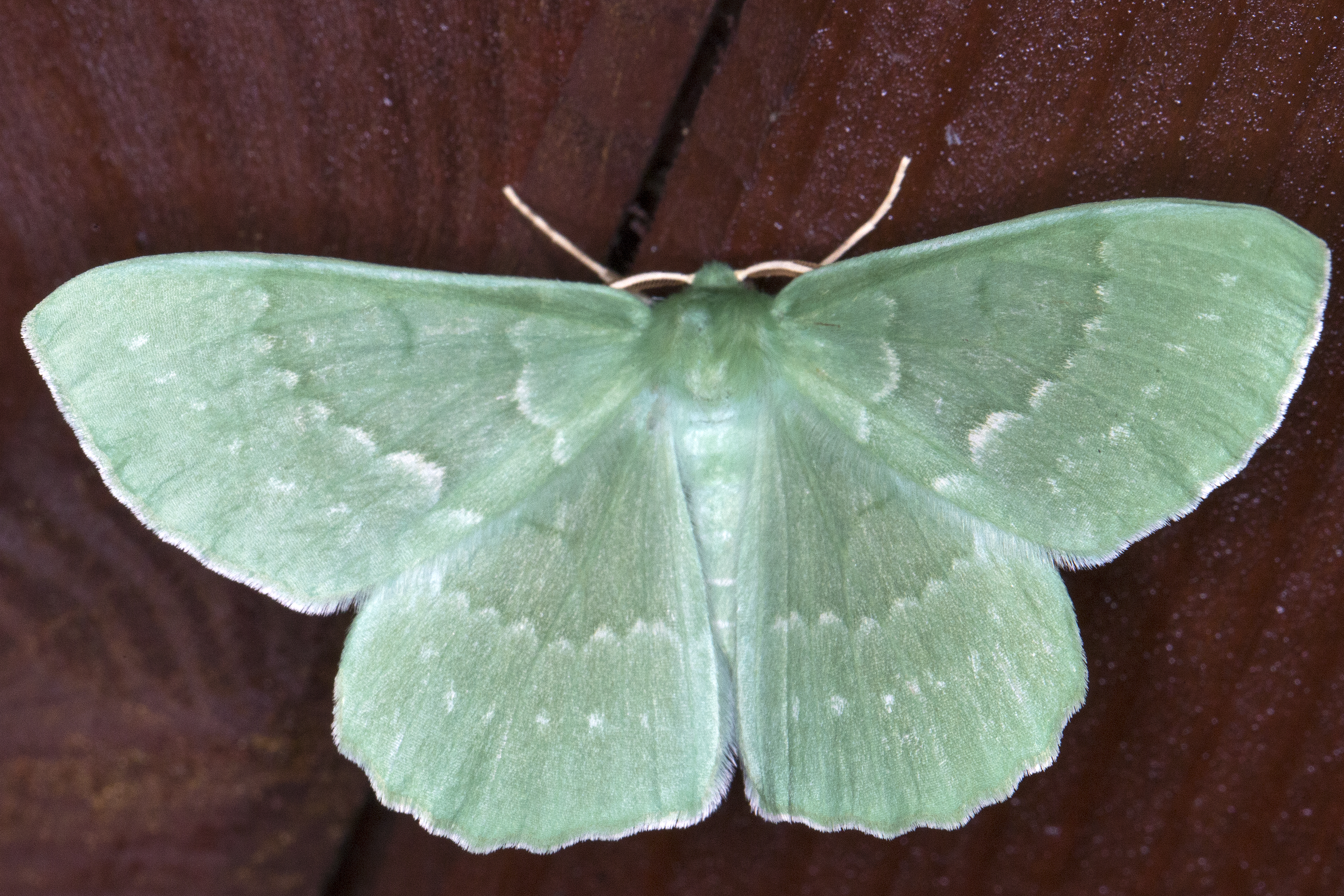
Papillon.
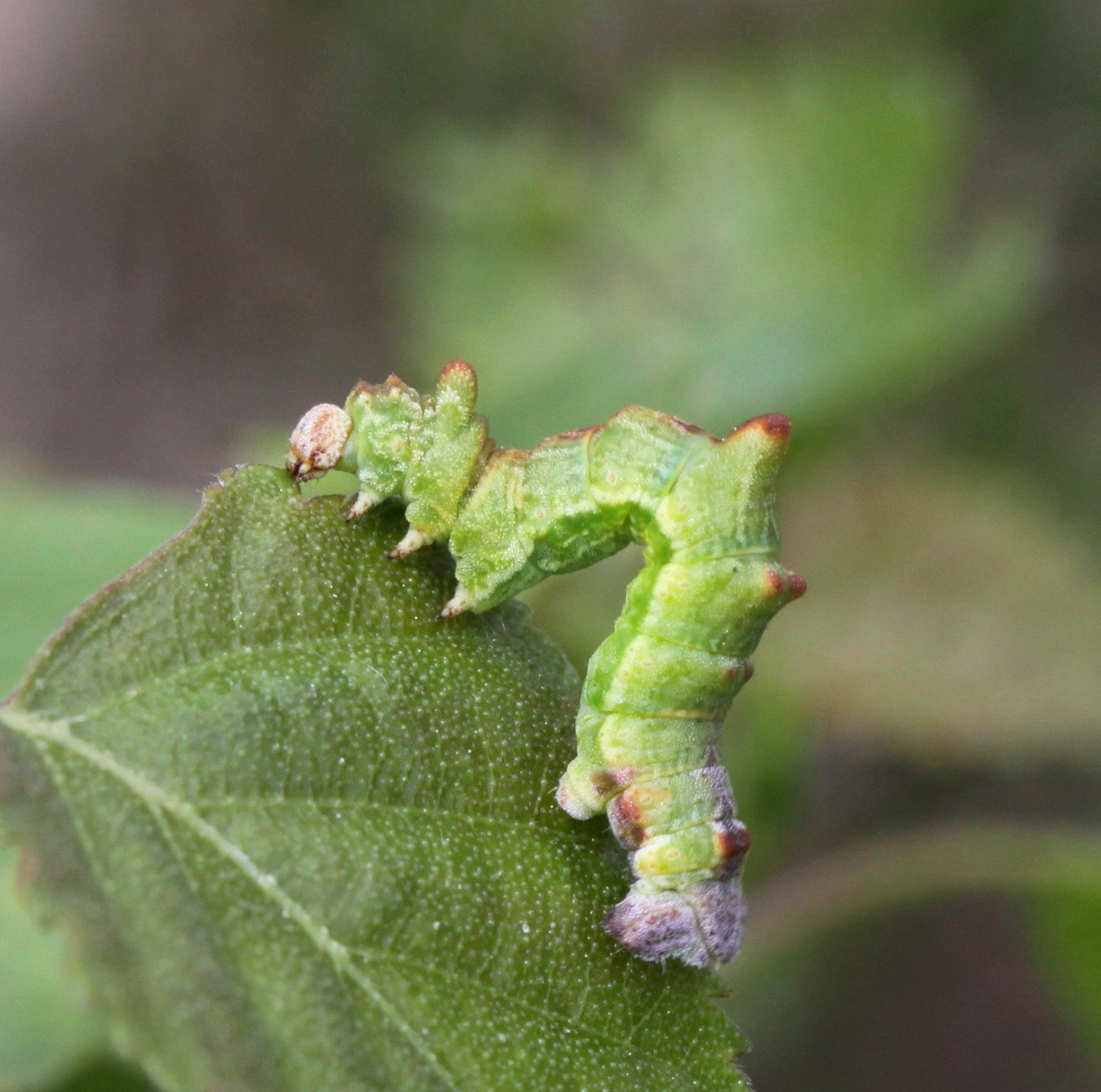
Chenille.